# Gniewoszów (Mezilesí)
Gniewoszów (německy Seitendorf) je vesnice v Polsku, v Dolnoslezském vojvodství, v okrese Kladsko, v severozápadní části gminy Mezilesí asi 3 kilometry od českých hranic. V roce 2021 zde žilo 78 obyvatel.

## Poloha
Gniewoszów je vesnice lesně lánového typu, ležící v Bystřických horách, v údolí potoka Głownia, na západ od vrcholu Gniewosz, v nadmořské výšce přibližně 570–760 m n. m. Je vzdálen přibližně 8 kilometrů od Mezilesí, 11 kilometrů od Bystrzyce Kłodzké a 25 kilometrů od Rychnova nad Kněžnou. 

## Historie
Vesnice vznikla pravděpodobně ve 13. století jako služební ves při hradu Šnalenštejn. První písemná zmínka o obci pochází z roku 1358 při dělení statků v okolí města Mezilesí. V 16. a 17. století patřil Gniewoszów rodu Wandlerů. Ve druhé polovině 18. století zde fungovaly škola a dva mlýny, později vápenka, olejárna, nemocnice a hostinec, bylo zde vedeno 66 domů, včetně kostela a katolické školy. V té době byla vesnice v širokém okolí známá chovem volů.
Do roku 1945 byla obec součástí Německa. Na počátku 20. století se Gniewoszów stal rekreačním střediskem, ovšem větší popularity nikdy nedoznal. Po roce 1945 obec ztratila pověst rekreační obce a stala se výhradně zemědělskou vesnicí. V roce 1978 zde bylo 25 individuálních zemědělských usedlostí. V současnosti se zde rozvíjí stavba chat, navíc se stabilizovala demografická situace.
V letech 1975–1998 obec administrativně patřila do Valbřišského vojvodství.

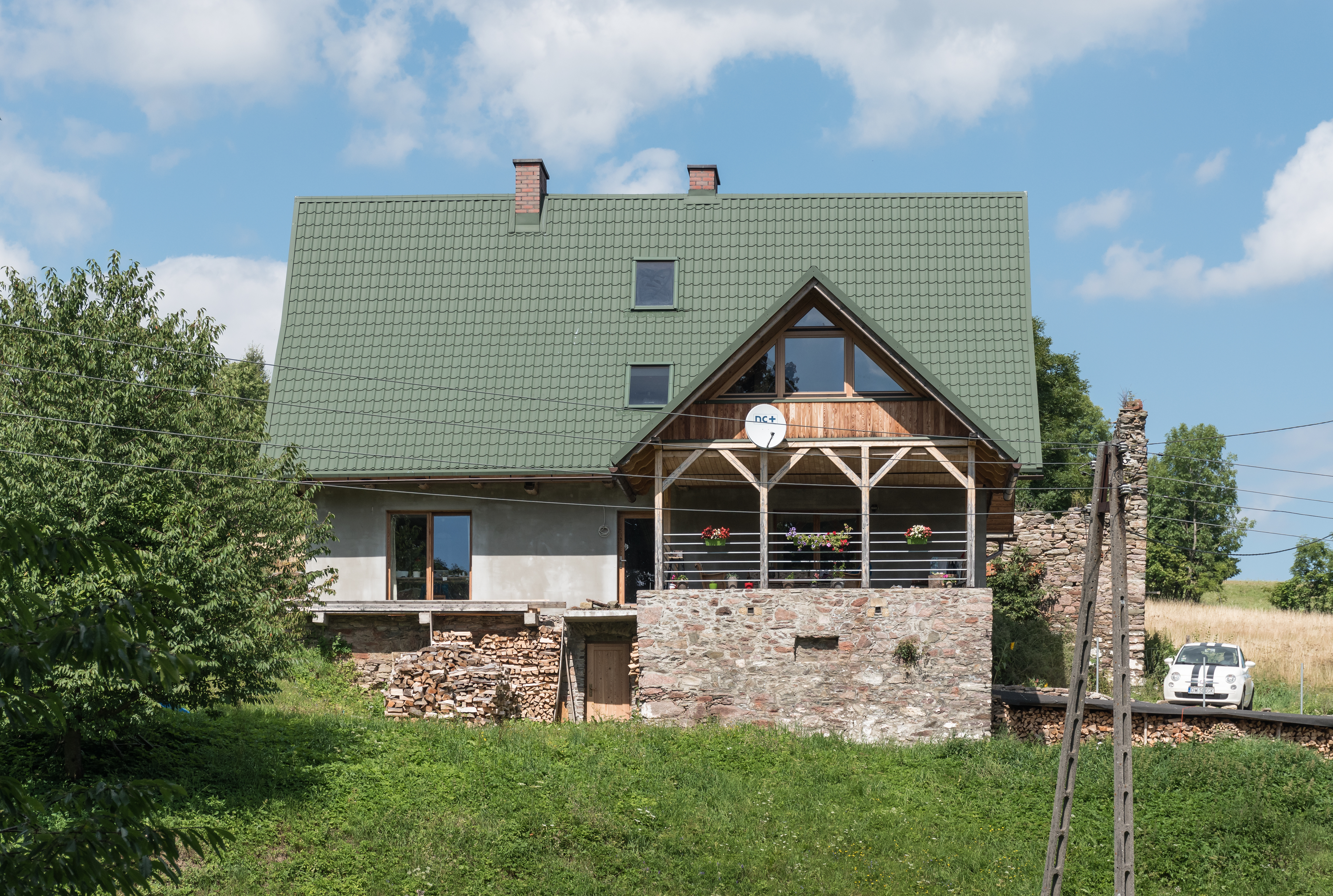
Dům č.p. 20 v Gniewoszówě

## Památky
Do vojvodského rejstříku památek je v obci zapsán tento objekt:
- Evangelický, nyní římskokatolický filiální kostel sv. Michaela Archanděla z roku 1568, barokní, přestavěný ve 2. polovině 18. století. Je to jednoduchá stavba s věží v ose a trojbokým presbytářem, krytá valenou klenbou s lunetami. Uvnitř se nachází mimo jiné renesanční křtitelnice, rokokový hlavní oltář z roku 1780 a boční oltáře z let 1780-1790

### Zajímavosti v okolí
Na východ od obce se nacházejí zříceniny hradu Szczerba (Šnalenštejna), jižním směrem leží jeskyně Solna Jama, vyvořená v krystalických vápencích. Zhruba 4 km na západ, již na území České republiky, je přírodní rezervace Neratovské louky. Přes obec prochází silnice II/389, známá také jako „Göringova trasa” a modrá turistická značka  od obce Spalona do Mezilesí.